# Phare de l'île Chambers

Le phare de l'île Chambers (en anglais : Chambers Island Light), est un phare du lac Michigan situé sur l'île Chambers dans le Comté de Door, Wisconsin.
Ce phare est inscrit au Registre national des lieux historiques depuis le 19 août 1975 sous le n° 75000063 .

## Historique
Ce phare , mis en service en 1868, se trouve sur le côté nord-ouest de l'île Chambers située dans la baie de Gray à environ 11 km de Fish Creek. C'est une tour octogonale en brique attachée à une maison de gardien. Il a été désactivé en 1961 et remplacé par une lumière automatique en haut d'une tour métallique à claire-voie.
Le bâtiment est resté occupé par des gardiens résidents, qui ont travaillé à sa restauration et à la création d'un petit musée. Celui-ci est ouvert au public durant la saison estivale et il est géré par la ville de Gibraltar comme faisant partie du Chambers Island Park

## Description
Le phare actuel  est une tour quadrangulaire à claire-voie de 20 m de haut, avec une galerie et sans lanterne. La tour est peinte en noire.
Il émet, à une hauteur focale de 30 m, un  bref éclat blanc de 0.6 seconde par période de 6 secondes. Sa portée est de 10 milles nautiques (environ 19 km).

## Caractéristiques dufeu maritime
Fréquence : 6 secondes (W)
- Lumière : 0.6 seconde
- Obscurité : 5.4 secondes

Identifiant : ARLHS : USA-150 (ancien) - USA1419 (nouveau) ; USCG :  7-21895 .

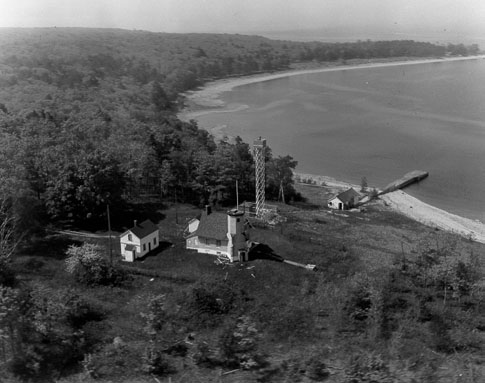
Le phare (photo USCG)
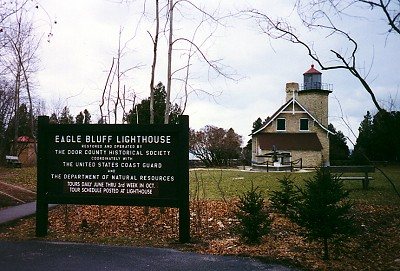
Le phare actuellement

### Lien connexe
- Liste des phares du Wisconsin